# Галкув-Дужи
Галкув-Дужи (пол. Gałków Duży) — село в Польщі, у гміні Колюшки Лодзький-Східного повіту Лодзинського воєводства.
Населення — 862 особи (2011).
У 1975-1998 роках село належало до Пйотрковського воєводства.

## Демографія
Демографічна структура станом на 31 березня 2011 року:
|          | Загалом | Допрацездатний вік | Працездатний вік | Постпрацездатний вік |
| -------- | ------- | ------------------ | ---------------- | -------------------- |
| Чоловіки | 415     | 75                 | 295              | 45                   |
| Жінки    | 447     | 73                 | 271              | 103                  |
| Разом    | 862     | 148                | 566              | 148                  |